# Ted Albrecht
Ted Albrecht, né le 8 octobre 1954 à Harvey (États-Unis), est un footballeur américain.